# Włodzimierz Herman
Włodzimierz Herman (ur. 1937) – polski reżyser teatralny, tłumacz, autor książek o tematyce teatralnej.

## Życiorys
Absolwent historii Uniwersytecie Wrocławskim oraz reżyserii w Państwowej Wyższej Szkole Teatralnej w Warszawie, reżyser i kierownik artystyczny Studenckiego Teatru Kalambur we Wrocławiu (1962–1968). Po studiach pracował jako reżyser w Teatrze Polskim we Wrocławiu. Był członkiem Zrzeszenia Studentów Polskich. Od 1963 do 1965 przewodniczył Komisji Kultury Rady Okręgowej ZSP we Wrocławiu. Od 1965 do 1968 należał do Polskiej Zjednoczonej Partii Robotniczej.
W 1970 w związku z falą politycznego antysemityzmu w Polsce wyemigrował i osiadł ostatecznie w Danii, gdzie po okresie pracy reżyserskiej w Zurychu zrealizował ponad sto produkcji na scenach eksperymentalnych i w większych teatrach.
Reżyserował m.in. prapremiery sztuk polskich i rosyjskich autorów. Swoje projekty artystyczne realizował na scenach Teatru Królewskiego w Kopenhadze (duń. Det Kongelige Teater), inscenizował Hamleta (we współpracy z Janem Kottem), reżyserował Ambasadora Sławomira Mrożka (prapremiera europejska), dla Teatru Radia Duńskiego przygotował słuchowiska na podstawie Szewców Witkacego i jednoaktówek Mrożka. Reżyserował w Nowym Jorku (Jean Cocteau Repertory Theatre), Moskwie, Budapeszcie i w Szwecji.
Po przejściu na emeryturę nadal uczestniczy w życiu kulturalnym i teatralnym oraz udziela się w środowisku polskim i żydowskim Danii. Po wieloletniej przerwie w kontaktach z polskim teatrem zaprezentował w Warszawie w 2014 swój filozoficzno-literacki kabaret Kierkegaard, czyli z papierów jeszcze żyjącego, we współpracy z aktorami warszawskiego Teatru Narodowego.

## Nagrody i odznaczenia
W 2000 został odznaczony przez Prezydenta RP Aleksandra Kwaśniewskiego Krzyżem Kawalerskim Orderu Zasługi Rzeczypospolitej Polskiej za wybitne zasługi w działalności w ruchu studenckim, za osiągnięcia w pracy zawodowej i społecznej. 
Jest laureatem prestiżowej Nagrody Teatralnej im. Hermana Banga (duń. Herman Bangs Mindelegat).
W 2017 za popularyzację polskiego teatru na świecie, otrzymał Nagrodę Sekcji Krytyków Teatralnych Polskiego Ośrodka Międzynarodowego Instytutu Teatralnego z okazji Międzynarodowego Dnia Teatru.

## Publikacje
Tłumacz
- Dybuk. Między dwoma światami An-skiego, Multivers, Kopenhaga 2012 (pierwszy przekład z języka jidysz na duński).

Autor
- Filozof na scenie, czyli moja przygoda teatralna z Kierkegaardem. Wrocławska nostalgia, Oficyna Wydawnicza ATUT, Wrocław 2015[6].
- Mój dybuk. W poszukiwaniu tożsamości: drogi, bezdroża, dygresje, Wydawnictwo Naukowe Scholar, Warszawa 2017[7][8].